# Ronald Fraser (historiador)
Ronald Fraser (Hamburgo, 9 de diciembre de 1930 - Valencia, 10 de febrero de 2012) fue historiador e hispanista.

## Biografía
De padre escocés y madre estadounidense, se formó en Gran Bretaña, Estados Unidos y Suiza, y fue profesor visitante de historia contemporánea de España e historia oral en la Universidad de California en Los Ángeles. Fue a España por primera vez en 1957, a Mijas, cerca de Málaga. Periodista, formó parte del consejo de redacción de New Left Review. Vivió sus últimos 25 años en Valencia con la historiadora Aurora Bosch. Especializado en historia oral e historia de España -con especial atención en la Guerra civil española y la Guerra de la Independencia-, su trabajo supuso un aval importante para introducir el uso de fuentes orales entre los historiadores del ámbito hispanohablante.
Entre sus libros destacan Mijas. República, guerra, franquismo en un pueblo andaluz (1985), Recuérdalo tú y recuérdalo a otros (1979) -convertido en un clásico sobre la guerra civil española-, donde acoge 250 testimonios de gente corriente sobre la guerra civil reunidos en el verano de 1973. Asimismo fue muy célebre Escondido. El calvario de Manuel Cortés (2006), que narra la historia del alcalde republicano de Mijas, escondido durante la posguerra en España y sin poder salir para evitar el más que probable fusilamiento por la represión franquista, y La maldita guerra de España. Historia social de la Guerra de la Independencia, 1808-1814 (2006). Su último libro es Dos guerras de España (Crítica, 2012). Sus grabaciones de historia oral española fueron donadas a la Biblioteca de la Universidad de Liverpool.

## Obras de Ronald Fraser
- In hiding: the life of Manuel Cortés, 1972, traducido con el título de Escondido: el calvario de Manuel Cortés
- Blood of Spain (1979), traducido al español como Recuérdalo tú y recuérdalo a los otros. Historia oral de la Guerra Civil española, Barcelona: Crítica
- Mijas: República, guerra, franquismo en un pueblo andaluz (la primera edición llevó el título de Tajos: República... por miedo a la censura.[cita requerida])
- In Search of a Past. The Manor House, Amnersfield, 1933-1945, traducido como En busca de un pasado. La mansión, Amnersfield, 1933-1945 (1987)
- La maldita Guerra de España: historia social de la Guerra de la Independencia. Crítica, 2006, ISBN 978-84-8432-728-8
- Las dos guerras de España. Crítica, 2012, ISBN 978-84-9892-350-6

## Fondo personal
El catálogo de Ronald Fraser, integrado por un fondo de 270 testimonios orales, representa la ingente obra de trabajo pionero, riguroso y tenaz del investigador británico, y significa para el Archivo Histórico de la Ciudad de Barcelona (AHCB) la culminación de un compromiso y, también, la manifestación evidente de la voluntad de preservar y difundir las fuentes orales en su doble vertiente, oral y escrita. 
La guerra civil española es el periodo historiado a partir de la memoria de aquellos que la vivieron desde las más diversas posiciones ideológicas, condiciones sociales y procedencias geográficas. El testimonio oral de estas personas se recoge entre los años 1973 y 1975.
A raíz de la donación en octubre de 1983, por la voluntad de Ronald Fraser de donar su documentación oral y escrita a una institución archivística y una vez publicado su estudio titulado Recuérdalo tú y recuérdalo a otros. Historia oral de la guerra civil española (Barcelona, 1979), el AHCB incorporó a sus objetivos el de recopilar no solamente fondos documentales, sino también fondos orales relacionados con la historia de Barcelona.